# Ганс Тойзен
Ганс Тойзен (нім. Hans Teusen; нар. 26 липня 1917, Зальц, Гессен-Нассау — пом. 11 лютого 2011, Бад-Ноєнар-Арвайлер, Рейнланд-Пфальц) — німецький офіцер, майор повітрянодесантних військ Вермахту. Кавалер Лицарського хреста Залізного хреста (1941).
За часів Другої світової війни командував парашутним взводом, ротою та батальйоном десантних військ Люфтваффе. Здобув славу в Грецькій операції, коли командуючи взводом, спробував захопити стратегічно важливий міст між Коринфською і Саронічною затоками. Надалі бився на Криті, на Східному фронті під Ленінградом, на Західному фронті в Німеччині. У післявоєнний час продовжив службу в Бундесвері, генерал-майор (1959).

## Біографія
Ганс Тойзен поступив добровольцем до повітрянодесантних військ Третього Рейху напередодні війни. Брав активну участь у боях початкового періоду війни.
Найбільш прославився в ході Грецької операції у квітні 1941 року, коли командуючи взводом, спробував захопити стратегічно важливий міст між Коринфською і Саронічною затоками.
26 квітня 1941 року о 5:00 ранку розпочалась повітрянодесантна операція із захоплення мосту через Коринфський перешийок.
Взвод лейтенанта Г. Тойзена. 6-ї роти 2-го батальйону, який мав завдання щодо безпосереднього захвату мосту, о 4:30 завантажився на 6 планерів. Двома годинами пізніше бомбардувальники завдали удару по британських військах, а о 7:40 шістка планерів DFS 230 під шквальним вогнем приземлилася на мосту. Парашутисти швидко впоралися з охороною, захопивши 80 полонених і 6 гармат. Однак систему підриву мосту німці не стали виводити з ладу, розраховуючи у випадку невдалого результату операції підірвати його власноруч.
Тим часам 40 Ю-52 висадили десант на північних і південних берегах, з метою затримати противника та надати підтримку групі Тойзена. Операція була практично вже завершена, коли фортуна для німців раптом змінилася — по мосту раптово відкрила вогонь замаскована у 200 метрах від нього 40-мм англійська зенітна гармата «Bofors». Від влучення одного зі снарядів здетонував укріплений на опорі мосту заряд вибухівки й міст звалився у воду разом з десантниками, що перебували на ньому. При вибуху загинуло багато людей Тойзена, а сам він був поранений.
Група парашутистів, яка залишилася в живих та була оточена переважаючими силами англійців, могла бути легко знищена. Але противник, сповіщений про появу в нього в тилу нових груп парашутистів, нервував.
Командир групи Тойзен використав сформовану ситуацію — зустрівшись з англійським офіцером, що очолював підрозділи біля мосту, він нахабно заявив, що його група є авангардом вторгнення, а незабаром очікується прибуття дивізії, підтриманої пікірувальниками Ю-87. Англійці повірили цій погрозі, в результаті поранений і обпалений Тойзен тріумфально прийняв капітуляцію гарнізону. Обидва парашутних батальйони тим часом теж не сиділи склавши руки — 2-й парашутно-десантний батальйон 2-го полку після довгого бою з противником, що постійно контратакував, зумів оволодіти містом Коринф із розташованою на його околиці авіабазою, створивши плацдарм для продовження наступу на південь.
Підсумком операції стало нагородження Тойзена Лицарським хрестом за захват плацдарму на південному березі Коринфського каналу. Втрати парашутистів склали 80 осіб убитими й зниклими безвісти, 160 отримали поранення. Замість висадженого мосту за два дні сапери навели понтонну переправу, якою на південь ринулися німецькі танки. У полон потрапило близько 12 000 англійців і греків, але основним силам Британського експедиційного корпусу (близько 50 000 осіб) вдалося вирватися на Крит.
У травні 1941 року брав участь у десантуванні та боях на грецькому Криті. 14 червня 1941 року лейтенант Г. Тойзен за бойові заслуги в боях у Греції та на Криті був удостоєний Лицарського хреста Залізного хреста. У листопаді 1941 року 2-й полк 2-го парашутної дивізії передислокували на німецько-радянський фронт, де він бився під Ленінградом.
Наприкінці війни проходив службу у 1-й парашутній армії.
З 1956 до 1977 року Г. Тойзен проходив службу в лавах Збройних сил ФРН, командував 25-ю парашутною бригадою «Шварцвальд». З 1 жовтня 1971 до 30 вересня 1973 року командир 12-ї танкової бригади Бундесверу, генерал-майор.

## Нагороди
- Знак парашутиста Німеччини (31 грудня 1939)
- Залізний хрест
  - 2-го класу (15 травня 1940)
  - 1-го класу (28 травня 1940)
- Нагрудний знак «За поранення» в чорному (29 квітня 1941)
- Лицарський хрест Залізного хреста (14 червня 1941)
- Нагрудний знак люфтваффе «За ближній бій» (6 листопада 1942)
- Нарукавна стрічка «Крит» (12 листопада 1942)
- Німецький хрест в золоті (10 вересня 1944)
- Орден «За заслуги перед Федеративною Республікою Німеччина»
  - офіцерський хрест (1970)
  - командорський хрест (1977)